# Плосково (Комсомольский район)
Плосково — село в Комсомольском районе Ивановской области России, входит в состав Новоусадебского сельского поселения.

## География
Село расположено в 6 км на запад от райцентра города Комсомольск.

## История
В второй половине XVIII столетия не существовало села Плоскова, а была пустошь под названием «Плоско», и принадлежала фамилии помещиков Мневских. Эти помещики, желая заселить пустошь Плоско, перевели на нее из других своих вотчин крепостных крестьян, которые и образовали селение Плоское или Плосково. В новообразовавшемся таким образом селении один из помещиков Мневских, Коллежский Советник Иван Алексеевич, в 1782 году построил деревянную церковь — в честь Предтечи и Крестителя Господня Иоанна, с теплым приделом во имя Святителя и Чудотворца Николая. В 1882 году прихожане на свои средства построили каменную пятиглавую церковь в честь Воздвижения Креста Господня с колокольней. Престолов в церкви два: в честь Воздвижения Креста Господня и в честь святого пророка Илии. В 1893 году приход состоял из села Плосково и деревень: Кочкарово, Торхово, Прасково. Всех дворов в приходе 147, мужчин — 424, женщин — 502. В селе имелась церковно-приходская школа.
В конце XIX — начале XX века село входило в состав Румянцевской волости Суздальского уезда Владимирской губернии.
С 1929 года село входило в состав Мытищинского сельсовета Тейковского района, с 1932 года — в составе Комсомольского района, с 1983 года — в составе Новоусадебского сельсовета, с 2005 года — в составе Новоусадебского сельского поселения.

## Население
| 1859 | 1905 | 2010 |
| ---- | ---- | ---- |
| 146  | ↗170 | ↘8   |

## Достопримечательности
В селе находится полуразрушенная Церковь Воздвижения Креста Господня (1882)